# Bitwa pod Buçaco
Bitwa pod Buçaco – starcie zbrojne, które miało miejsce 27 września 1810 w ramach kampanii portugalskiej armii napoleońskiej podczas oblężenia Almeidy; w jej wyniku ‘Armia Portugalii’ Massény została powstrzymana podczas próby przełamania obronnych pozycji sił brytyjsko-portugalskich Wellingtona.

## Organizacja obu armii
Wellington miał sześć brytyjskich dywizji piechoty: Lekką Roberta Roberta Craufurda, 1. Brenta Spencera, 2. Rowlanda Hilla, 3. Thomasa Pictona, 4. Galbraitha Lowry Cole’a i 5. Jamesa Leitha. Ostatnie trzy dywizje były wzmocnione portugalskimi brygadami. Ponadto w armii było kilka całkowicie portugalskich oddziałów, jak dwubrygadowa dywizja piechoty Johna Hamiltona, i trzy samodzielne brygady dowodzone przez Denisa Packa, Alexandra Campbella i Johna Colemana. George DeGrey, John Slade, George Anson i Henry Fane dowodzili czterema brygadami kawalerii brytyjskiej oraz czterema pułkami jazdy portugalskiej. Artyleria składała się z sześciu baterii brytyjskich, dwóch ze składu Legionu Niemieckiego i pięciu portugalskich pod wspólnym dowództwem Edwarda Howortha; wszystkie baterie były 6-działowe. Była to pierwsza większa bitwa kampanii napoleońskiej na Półwyspie Pirenejskim, w której brały oddziały zrekonstruowanej armii portugalskiej.
Armia Massény składała się z II Korpusu Reyniera, VI Korpusu Neya, VIII Korpusu Junota i rezerwy kawalerii Montbruna. Dywizje Pierre’a Merle’a i Etienne Heudeleta tworzyły korpus Reyniera. Korpus Ney miał trzy dywizje Jeana Marchanda, Juliena Mermeta i Louisa Loisona. Junot dowodził dywizjami Bertranda Clausela i Jean-Baptiste’a Solignaca. Każdy francuski korpus posiadał na stanie jedną brygadę kawalerii lekkiej. Jean Baptiste Eblé, dowódca artylerii w sztabie Massény, miał do dyspozycji 112 dział.

## Przygotowania
Wellington rozstawił swoją armię wzdłuż grzbietu Wzgórz Buçaco frontem na wschód. By usprawnić łączność między skrzydłami, kazał swoim saperom wykuć drogę równoległą do grzbietu. Na lewym (północnym) skrzydle stanął Cole, następnie Craufurd, Spencer, Picton i Leith. Hill obsadził prawe (południowe) skrzydło; tam też zajął miejsce sam Hamilton.
Masséna, naciskany przez Neya i innych dowódców, by zamiast próbować czasochłonnego manewru oskrzydlającego natychmiast uderzył frontalnie na pozycje brytyjskie, nakazał jedynie rozpoznanie przedpola stromego stoku. Chciał rzucić do ataku w centrum Reyniera na prawe – jak przypuszczał – skrzydło brytyjskie. W przypadku gdy II Korpus zacząłby zdobywać przewagę nad przeciwnikiem, Masséna miał zamiar rzucić korpus Neya na pozycje brytyjskie wzdłuż osi głównego traktu przecinającego wzgórza. VIII Korpus ustawił za VI Korpusem, w rezerwie.

## Bitwa
Piechota Reyniera ruszyła do ataku wraz ze świtem, w zalegającej doliny mgle. Heudelet posłał czołową brygadę prosto w górę stoku uformowaną w kolumnę o szerokości kompanii i głębokości ośmiu batalionów. Gdy pierwsze szeregi dotarły na szczyt znalazły się na wprost dwóch portugalskich i jednego brytyjskiego batalionu w formacji liniowej wspartej 12 działami. Dowódcy francuscy zrozumieli swój błąd i próbowali zmienić ustawienie z kolumnowego na liniowy. Jeden z brytyjskich oficerów mówił później, że robili to „jak na ćwiczeniach”. Tymczasem jednak przemówiły karabiny i działa sprzymierzonych masakrując francuskich piechurów, którzy jednak zdołali się utrzymać na krawędzi wzgórza.
Kilkaset metrów dalej na północ w identycznym ustawieniu forsowała stromy stok dywizja Merle’a. Picton, wykorzystując drogę zbudowaną przez saperów, zmasował swoją piechotę naprzeciw. Napotkawszy na szczycie dwa brytyjskie i dwa portugalskie bataliony ustawione w lekko wklęsła linię Francusi próbowali bezskutecznie się przeformować, ale pod ciężkim, zmasowanym ogniem załamali się szukając ratunku w ucieczce w dół stoku. Merle został ranny, a dowódca brygady Jean Graindorge zabity.
Widząc, że druga brygada Heudeleta stoi bezczynnie u stóp stoku, Reynier podjechał do Maximiliena Foya i rozkazał mu natychmiast atakować. Tym razem Francuzom się powiodło. Trafili na najsłabszy punkt w linii Wellingtona – portugalską milicję – i z miejsca wyparli ją z zajmowanych pozycji. W tym jednak momencie mgła się podniosła i Wellington zobaczył, że naprzeciw jego prawego skrzydła nie ma żadnych wojsk nieprzyjaciela. Natychmiast więc pchnął gońca do Leitha, by zwinął swe skrzydło na północ i wsparł Pictona. Nim ludzie Foya zdołali umocnić się na zdobytej pozycji zostali zaatakowani przez dwa bataliony Leitha i niedobitki oddziału Pictona. Francuzi zostali zepchnięci w dół stoku, a dowódca brygady odniósł ranę. Widząc co się dzieje Heudelet wycofał na podstawy natarcia także drugą brygadę.
Ney, słysząc kanonadę i wnioskując z tego, że ludzie Reyniera zwyciężają, również dał rozkaz do ataku. Główny trakt – przedmiot ataku – wznosił się stromo mijając osady Moura i Sula, by osiągnąć grzbiet w okolicach klasztoru Buçaco. Dywizja Loisona pchała się pod górę w ogniu licznych brytyjskich strzelców na stokach. Na samym szczycie 1800 ludzi z dwóch brytyjskich batalionów położyło się na ziemi w oczekiwaniu nadejścia Francuzów. Gdy czołowa brygada Loisona dotarła do opactwa, brytyjscy piechurzy zerwali się, oddali morderczą salwę z bliska i ruszyli do ataku na bagnety. Francuzi tego nie wytrzymali i rzucili się do ucieczki zostawiając na polu bitwy wielu zabitych i rannych, a wśród tych ostatnich własnego dowódcę, Edouarda Simona, który trafił do niewoli.
W jakiś czas później i nieco dalej na południe druga brygada Loisona wpadła pod ogień dwóch baterii i brytyjsko-portugalskich tyralierów. I ten oddział francuski został odparty. Ostatni atak przeprowadziła jedna z brygad Marchanda, ale i ona została odparta w ogniu portugalskiej brygady Packa. Do wieczora trwała wymiana ognia karabinowego, ale Francuzi nie zdecydowali się zaatakować ponownie.

## Po bitwie
Teraz Masséna, wyciągnąwszy wnioski, ruszył na prawo celem oskrzydlenia przeciwnika, ale było już za późno – Wellington oderwał się od przeciwnika i wycofał, docierając 10 października na wcześniej ufortyfikowaną pozycję zwaną „Liniami Torres Vedras”. Widząc, że jest ona zbyt trudna do zdobycia, Masséna w styczniu 1811 wycofał się do Hiszpanii.
W związku z prowadzoną przez przeciwnika taktyką spalonej ziemi, miał ogromne trudności z zaopatrzeniem w żywność, a ponadto stosowana przez nieprzyjaciół taktyka nagłych ataków i odskoków oraz choroby pozbawiły go prawie 25 000 ludzi. W ten sposób cała Portugalia, prócz miasta Almeida w pobliżu granicy, została uwolniona od francuskiej okupacji.